# Katrin Horn
Katrin Horn (* 1983 in Werneck) ist eine deutsche Amerikanistin. Seit 2023 ist sie Professorin für Gender Studies am Institut für Anglistik und Amerikanistik der Universität Greifswald.

## Leben
Von 2003 bis 2008 studierte sie Theater- und Medienwissenschaft, amerikanische Kulturwissenschaft und englische Literatur an der Ludwig-Maximilians-Universität München und der Friedrich-Alexander-Universität Erlangen-Nürnberg (Magister Artium). In der Promotionsphase übernahm sie Lehraufträge an der FAU Erlangen-Nürnberg und war als Wissenschaftliche Mitarbeiterin im DFG-Projekt Voice and Singing in US-American Popular Music, 1900–1960 der Hochschule für Musik Franz Liszt Weimar tätig. Ihre Dissertation trägt den Titel Camp/pop - interventions into pop-cultural discourses of gender and sexuality. Nach der Promotion 2015 arbeitete sie als Wissenschaftliche Mitarbeiterin am Lehrstuhl für Amerikanistik, Julius-Maximilians-Universität Würzburg sowie an der FAU Erlangen-Nürnberg. Sie war Akademische Rätin am Lehrstuhl für Anglophone Literaturen und Kulturen der Universität Bayreuth. In den Jahren 2019 bis 2022 übernahm sie die Leitung des DFG-Projekts The Economy and Epistemology of Gossip in Late 19th and Early 20th-Century US American Literature and Culture. Weiter war sie Gastwissenschaftlerin an der Library of Congress und am German Historical Institute Washington D.C.
Die Schwerpunkte ihrer Forschung sind Gender Studies, Populärkultur, Literatur des 19. Jahrhunderts und Wissensgeschichte.

## Schriften (Auswahl)
Monographien
- Women, Camp, and Popular Culture. Serious Excess. Palgrave Macmillan, New York, 2017, ISBN 978-3-319-64845-3.

Herausgeberschaften
- mit Martin Pfleiderer, Tilo Hähnel, Christian Bielefeldt: Stimme, Kultur, Identität: Vokaler Ausdruck in der populären Musik der USA (1900-1960), transcript, Bielefeld, 2015. ISBN 978-3-8376-3086-2
- mit Katharina Motyl: Intimate Knowledge in American Realism and Naturalism, Sonderheft von Studies in American Naturalism, Vol. 16, Nr. 1, 2021. ISSN 1931-2555
- mit Leopold Lippert, Ilka Saal, Pia Wiegmink: American Cultures as Transnational Performance: Traces, Commons, Skills, Routledge, New York, 2021. ISBN 978-0-3675-0131-0